# Grandcourt
Grandcourt é uma comuna francesa na região administrativa da Normandia, no departamento de Sena Marítimo. Estende-se por uma área de 22,47 km². Em 2010 a comuna tinha 338 habitantes (densidade: 15 hab./km²).